# 薄瓣悬钩子
薄瓣悬钩子（学名：Rubus piptopetalus），又名虎婆刺、虎梅刺是蔷薇科悬钩子属的植物，分布於台灣、琉球群島。